# L'amore a modo mio
L'amore a modo mio è un singolo del rapper e cantautore italiano Dargen D'Amico, il terzo estratto dal quinto album in studio Vivere aiuta a non morire e pubblicato il 26 marzo 2013.
Il brano ha visto partecipazione del rapper J-Ax (oltre anche a quella di Roofio dei Two Fingerz alla produzione) e riprende una canzone del 1977 del cantante e pianista El Pasador, intitolata Amada mia, amore mio.

## Descrizione
Il singolo, rispetto ai due pezzi estratti precedentemente, presenta un beat molto ballabile e orecchiabile, andando verso sfumature hip house. Nella prima strofa Dargen cita l'artista francese Marcel Duchamp. Nell'ultima strofa invece J-Ax cita il regista Bernardo Bertolucci e il suo film Io ballo da sola.

## Video musicale
Il video è uscito il 29 marzo in esclusiva per Deejay TV, ed è stato pubblicato il 4 aprile sul canale YouTube dell'artista.

## Tracce
1. L'amore a modo mio (con J-Ax) – 3:46